# Хамад ибн Халифа ел Тани
Шеик Хамад ибн Калифа ел Тани (арап. الشيخ حمد بن خليفة ال ثاني; Доха, 1. јануар 1952) је бивши емир од Катара. На овој функцији се налазио од 27. јуна 1995. када је у пучу сменио оца Калифу ибн Хамада, до 25. јуна 2013, када је препустио емират једном од својих синова, Тамим ибн Хамаду. Претходно је, као престолонаследник, вршио функцију министра одбране.